# Paraphlepsius planus
Paraphlepsius planus är en insektsart som beskrevs av Sanders och Delong 1922. Paraphlepsius planus ingår i släktet Paraphlepsius och familjen dvärgstritar. Inga underarter finns listade i Catalogue of Life.